# Xã Humphrey, Quận Platte, Nebraska
Xã Humphrey (tiếng Anh: Humphrey Township) là một xã thuộc quận Platte, tiểu bang Nebraska, Hoa Kỳ. Năm 2010, dân số của xã này là 387 người.